# Étoile de Cristal/Bester Film
Étoile de Cristal: Grand Prix
Gewinner des Grand Prix, der von 1955 bis 1975 die beste französische Filmproduktion kürte. Das Regelwerk schützte davor, dass ein Filmregisseur mehr als nur einmal ausgezeichnet wurde. Der Étoile de Cristal gilt als Vorläufer des 1976 ins Leben gerufenen nationalen Filmpreises César, der jährlich ebenso die beste französische Filmproduktionen in der Kategorie Bester Film (Meilleur film) prämiert.
| Jahr | Preisträger                      | Deutscher Verleihtitel                  | Regie                      |                      |
| ---- | -------------------------------- | --------------------------------------- | -------------------------- | -------------------- |
| 1955 | Le rouge et le noir              | Rot und Schwarz                         | Claude Autant-Lara         |                      |
| 1956 | French Can Can                   | French Can Can                          | Jean Renoir                |                      |
| 1957 | Un condamné à mort s'est échappé | Ein zum Tode Verurteilter ist entflohen | Robert Bresson             |                      |
| 1958 | Celui qui doit mourir            | Der Mann, der sterben muß               | Jules Dassin               |                      |
| 1959 | Le bourgeois gentilhomme         | Der Bürger als Edelmann                 | Jean Meyer                 |                      |
| 1960 | La tête contre les murs          | Mit dem Kopf gegen die Wände            | Georges Franju             |                      |
| 1961 | Lola                             | Lola, das Mädchen aus dem Hafen         | Jacques Demy               |                      |
| 1962 | Jules et Jim                     | Jules und Jim                           | François Truffaut          |                      |
| 1963 | Les abysses                      | Die Abgründe                            | Nikos Papatakis            |                      |
| 1964 | En compagnie de Max Linder       | In Gesellschaft Max Linders             | Maud Linder                |                      |
| 1965 | Preis nicht vergeben             | Preis nicht vergeben                    | Preis nicht vergeben       | Preis nicht vergeben |
| 1966 | La guerre est finie              | Der Krieg ist vorbei                    | Alain Resnais              |                      |
| 1967 | Les coeurs verts                 | Grüne Herzen                            | Édouard Luntz              |                      |
| 1968 | Playtime                         | Tatis herrliche Zeiten                  | Jacques Tati               |                      |
| 1969 | Z                                | Z                                       | Constantin Costa-Gavras    |                      |
| 1970 | Le temps de vivre                | Plötzliches Verlangen                   | Bernard Paul               |                      |
| 1971 | Le territoire des autres         | Keine Welt für Tiere                    | François Bel Gérard Vienne |                      |
| 1972 | Les camisards                    | Der Aufruhr in den Cevennen             | René Allio                 |                      |
| 1973 | Une larme dans l’océan           | nicht bekannt                           | Henri Glaeser              |                      |
| 1974 | La femme de Jean                 | Befreiung aus der Ehe                   | Yannick Bellon             |                      |
| 1975 | India song                       | India Song                              | Marguerite Duras           |                      |